# Pteromonnina fosbergii
Pteromonnina fosbergii är en jungfrulinsväxtart som först beskrevs av Ramón Alejandro Ferreyra, och fick sitt nu gällande namn av B. Eriksen. Pteromonnina fosbergii ingår i släktet Pteromonnina och familjen jungfrulinsväxter. Inga underarter finns listade i Catalogue of Life.